# Boophis elenae
Boophis elenae és una espècie de granota de la família dels mantèl·lids endèmica de Madagascar.

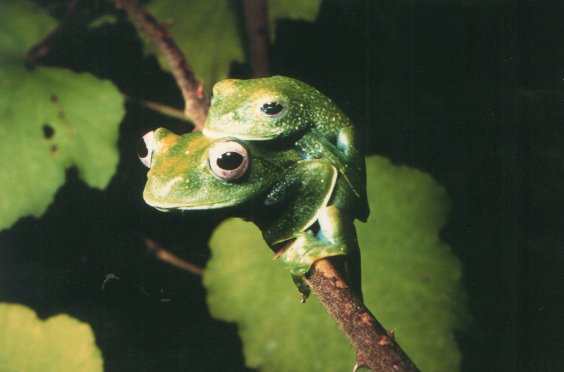
Boophis elenae

Fa de 40 a 46 mm de llarg, amb alguns individus més grans (el màxim registrat han estat 62 mm per una femella). Té el dors verd i el ventre blanc amb reflexos blaus, i els mascles tenen un parell de sacs vocals i un coixinet nupcial sota el primer dit.
Endèmica de Madagascar, es troba a centre-est de l'illa entre 900 i 1100 metres, en boscos, boscos clars i fins i tot en zones agrícoles.